# Bartłomiej Bartosiak
Bartłomiej Bartosiak (ur. 26 lutego 1991 w Bełchatowie) – polski piłkarz, występujący na pozycji pomocnika. 

## Kariera klubowa
Wychowanek GKS Bełchatów, w którym występował w latach 2009–2020 (z przerwami na wypożyczenia do Olimpii Elbląg i Stali Stalowa Wola). 29 czerwca 2020 roku podpisał roczny kontakt, z opcją przedłużenia, z Wisłą Puławy. 20 czerwca 2022 roku Bartosiak odszedł z Wisły po zakończeniu kontraktu, a 30 lipca 2022 roku wrócił do GKS Bełchatów. 6 sierpnia 2022 roku ponownie zagrał w barwach „Torfiorzy”, zdobywając dwie bramki w wygranym 4:1 meczu IV ligi łódzkiej przeciwko Skalnikowi Sulejów.